# Scotch Bonnet
Lo Scotch Bonnet, noto anche come Scotty Bons, Bonney peppers o peperoncino rosso dei Caraibi è una cultivar di peperoncino della specie Capsicum chinense originaria dei Caraibi. Nella scala di Scoville è quotato tra 100,000–350,000 SU.